# Argiope bruennichi

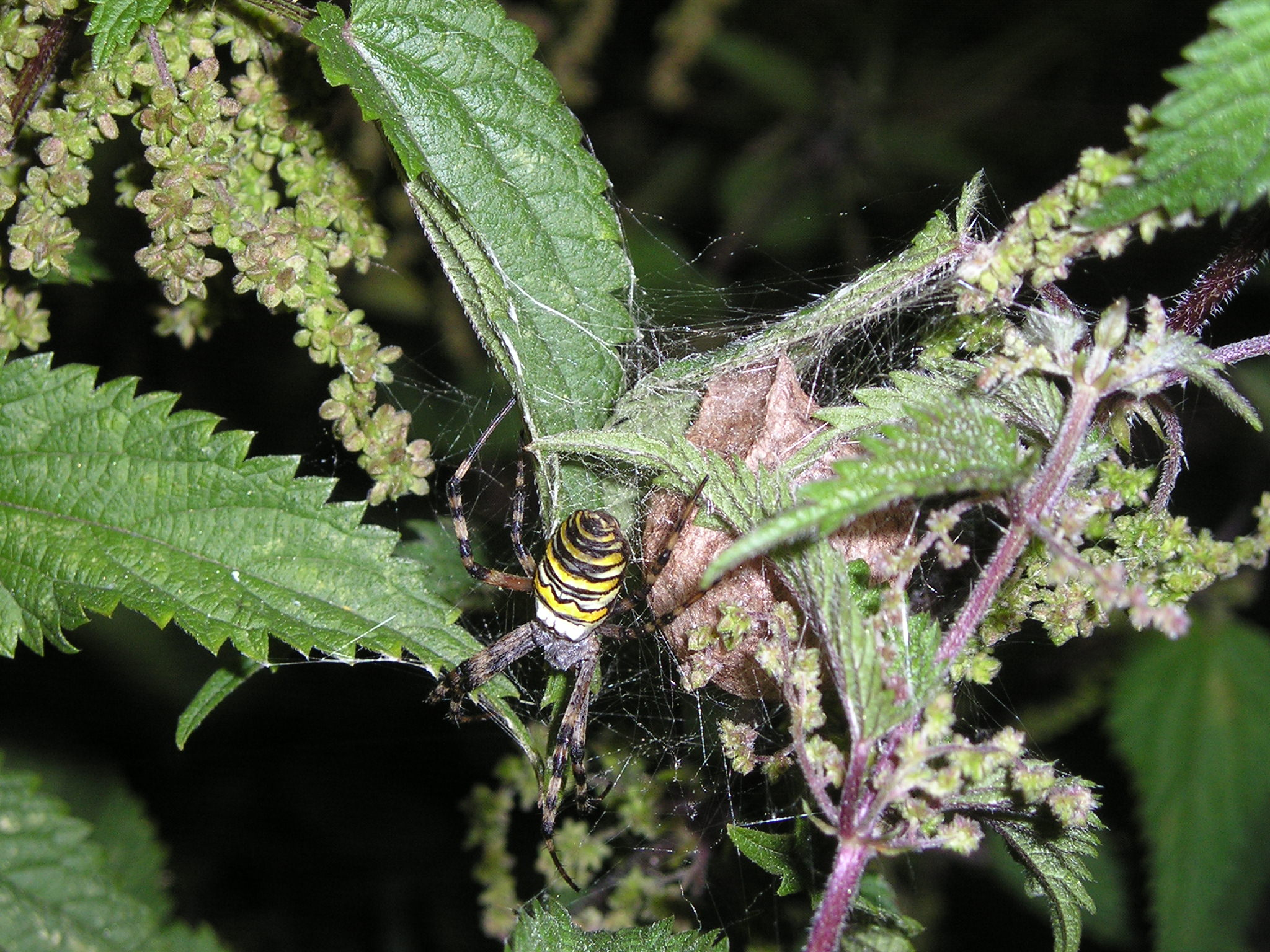
Nhện cái canh túi trứng

Argiope bruennichi là một loài nhện, hoặc nhện ong, là một loài nhện phân bố khắp Trung Âu, Bắc Âu, Bắc Phi và một số khu vực châu Á. Cũng giống như nhiều thành viên khác của các Argiope chi (bao gồm cả nhện Các đường St Andrew), nó cho thấy dấu hiệu nổi bật màu vàng và màu đen trên bụng.
Loài nhện này tạo một mạng nhện hìh quả cầu xoắn ốc vào lúc bình minh hoặc hoàng hôn, thường trong cỏ lâu một chút so với mặt đất, khoảng một giờ. Các hình dạng ngoằn ngoèo nổi bật gọi là, hoặc mạng nhện trang trí, đặc trưng ở trung tâm của quả cầu có chức năng không chắc chắn, mặc dù nó có thể được để thu hút côn trùng.
Khi con mồi bị bắt trong mạng nhện, A. bruennichi sẽ nhanh chóng bất động con mồi của nó bằng cách gói nó trong tơ nhện. Con mồi sau đó bị cắn và sau đó tiêm nọc độc làm tê liệt và một enzym hòa tan protein.
Các con đực của các loài nhỏ hơn nhiều so với con cái, nặng chỉ bằng 1/10 con cái. Nó thường có thể được nhìn thấy trong hoặc gần mạng của một con cái chờ đợi con cái hoàn thành thay lông cuối cùng của mình, lúc đó con cái đạt tới thành thục sinh dục. Tại thời điểm này chelicerae (hàm) con cái sẽ được mềm mại trong một thời gian ngắn và con đực có thể giao phối với con cái mà không có sự nguy hiểm của bị con cái ăn thịt. Con đực có thể bị con cái ăn thịt khi đang giao phối hoặc giao phối. Tỷ lệ con đực bị ăn thịt khi hoặc sau khi giao phối thường cao nhất, tỷ lệ con đực có cơ hội giao phối với cùng con cái hoặc con cái khác thấp hơn.
Có là một trong những phân loài hiện đang được công nhận: Argiope bruennichi nigrofasciata bởi Franganillo, năm 1910 (Bồ Đào Nha)